# The Hurricane Heist
The Hurricane Heist es una película estadounidense de acción dirigida por Rob Cohen y escrita por Jeff Dixon y Scott Windhauser. La película es protagonizada por Toby Kebbell, Maggie Grace, Ryan Kwanten, Melissa Bolona y Ralph Ineson, y sigue a una banda de ladrones que planea usar un huracán de categoría 5 para cubrir sus rastros en un robo a un banco. La película fue estrenada el 9 de marzo de 2018.

## Sinopsis
Una banda de ladrones fuertemente armados se infiltra en un complejo gubernamental para robar 600 millones de dólares en un pequeño pueblo de Alabama que ha sido desalojado porque se aproxima un huracán devastador. Tres hombres intentarán detenerlos.

## Argumento
En 1992, un huracán de categoría 5 llamado "Andrew" azota la ciudad de Gulfport, Alabama.  Will y Breeze Rutledge están evacuando del destructivo huracán con su padre.  Sin embargo, su camión se atasca después de evitar el árbol que se cae frente a ellos y se ven obligados a refugiarse en una casa cercana.  Mientras intentan salvar el camión de la voladura, fuertes vientos hacen volar un tanque de agua y aplastan a su padre.
En 2018, otro huracán destructivo de categoría 5 llamado "Tammy" se acerca a Gulfport. El agente del Tesoro de la Reserva Federal, Casey Corbyn, recibe la orden de su compañero Randy Moreno de convocar a Breeze, que ahora trabaja en mantenimiento y cuyo hermano Will es meteorólogo del Servicio Meteorológico Nacional , para arreglar el generador en una instalación de almacenamiento de efectivo.
Mientras ella está fuera de las instalaciones, agentes rebeldes del Tesoro liderados por Connor Perkins se infiltran en las instalaciones y mantienen a Moreno como rehén. Su plan es robar 600 millones de dólares y Perkins recluta a los piratas informáticos Sasha y Frears para descifrar el código de la bóveda. Al no poder descifrarlo, Perkins se da cuenta de que Corbyn puede haberlo cambiado, por lo que pide a sus hombres que la encuentren. Sasha y Frears tienen que utilizar un ataque de fuerza bruta utilizando la torre de transmisión de la ciudad.
Mientras Corbyn y Breeze regresan a las instalaciones, se encuentran con los mercenarios y Corbyn se involucra en un tiroteo con ellos. Will la ayuda a escapar con su vehículo de investigación de tormentas llamado Dominator , pero Breeze se queda atrás y es capturada y tomada como rehén, obligada a reparar el generador.
Will se enoja cuando se entera de que su hermano está en peligro. Decididos a salvarlo, él y Corbyn se encuentran con el sheriff Jimmy Dixon en su estación. Desafortunadamente, Dixon se revela como uno de los compañeros de Perkins e intenta tomar como rehenes a Will y Corbyn. Corbyn dispara al sheriff y ambos escapan. Cuando Dixon y uno de sus ayudantes los persiguen, Will logra derribar su auto con su Dominator. Al darse cuenta de que la torre se está utilizando para descifrar el código de la bóveda, Will y Corbyn logran derribarla momentos antes de que se complete el descifrado. Los hombres de Perkins los ven y se involucran en un tiroteo con ellos, pero escapan. Dixon se vuelve contra Perkins y lo confronta por un atraco fallido en el huracán anterior. Cuando Dixon quiere reclamar todo el dinero, Perkins lo mata a tiros y convence a los hombres de Dixon para que encuentren a Corbyn.
Mientras saquea un centro comercial, Corbyn llama a Perkins y hace un trato para la liberación de Moreno y Breeze siempre que ella abra la bóveda y consiga el dinero. Cuando Perkins pregunta dónde se realizará el intercambio, Corbyn le dice que se reúna con ellos en el centro comercial Gulfport. Mientras tanto, Will y Corbyn hacen un plan para disparar al cristal del techo, lo que provoca que los mercenarios sean succionados a través del techo. Después de que Will habla con Breeze, que ha llegado con los mercenarios, Corbyn dispara al techo de cristal, succionando a los mercenarios hacia la tormenta como estaba planeado. Corbyn, Will y Breeze logran aguantar. Después de la marejada ciclónica, Corbyn se entrega mientras Breeze rescata a Will, varado. De regreso a las instalaciones del Tesoro cuando llegan Corbyn y los mercenarios restantes, Perkins rompe su trato de liberar a Moreno y lo mata como venganza por las muertes de Jaqi y Xander.
Cuando pasa el ojo de la tormenta, Perkins y sus hombres toman el dinero, utilizando tres de los remolques de las instalaciones, junto con Corbyn. Will y Breeze los siguen. Con la pared del ojo detrás de ellos, Will y Breeze se hacen cargo de un camión. Después de una pelea con Perkins, la pared del ojo succiona el dinero de uno de los camiones y luego del propio camión. Luego, Perkins muere después de que su propio remolque lo aplasta. Cuando el motor del camión de Breeze falla y se quema, Will y Corbyn lo transfieren a su camión. Sin embargo, cuando intentan rescatar a Sasha y Frears, son absorbidos por la tormenta.
William, Breeze y Corbyn logran escapar de la tormenta de manera segura y alejarse hacia la luz del sol, habiendo ahorrado 200 millones de dólares.

## Reparto
- Toby Kebbell como Will Rutledge, un meteorólogo.
  - Leonardo Dickens and Luke Judy como Will Rutledge Joven.
- Maggie Grace como Casey Corbyn, un agente del Departamento de Tesoro.
- Ryan Kwanten como Breeze Rutledge, el hermano mayor de Will, y exmiembro de la Marina.
  - Patrick McAuley y Andre Robinson como Breeze Rutledge Joven.
- Ralph Ineson como Connor Perkins, un empleado corrupto del Departamento de Tesoro.
- Melissa Bolona como Sasha Van Dietrich, una hacker de computadoras y la novia de Frears.
- Ben Cross como el Sheriff Jimmy Dixon, un legislador corrupto.
- Jamie Andrew Cutler como Clement Rice, el hermano de Xander.
- Christian Contreras como el Agente Randy Moreno, un empleado del Departamento de Tesoro.
- Jimmy Walker como Xander Rice, el hermano de Clement.
- Ed Birch como Frears, otro hacker de computadora y el novio de Sasha.
- Moyo Akande como Jaqi, la amante de Perkins.
- James Barriscale como el Diputado Michaels.
- Mark Basnight como el Diputado Gabrielle.
- Keith D. Evans como el Diputado Rothilsberg.
- Mark Rhino Smith como el Diputado Baldwin.
- Brooke Johnston como el Diputado Diamond.

## Producción
En enero de 2016, se anunció que Rob Cohen había firmado para escribir y dirigir la película, titulada Category 5, llevándose a cabo el casting, en verano de 2016 comenzaría la producción principal. En febrero de 2016, se anunció que el film había sido adquirido para distribución en un gran número de locaciones internacionales, vía European Film Market. En mayo de 2016, se reveló que Toby Kebbell protagonizaría. En junio de 2016, el resto del reparto fue anunciado.
La fotografía principal comenzó en Bulgaria el 29 de agosto de 2016. En julio de 2017, la película, ahora llamada The Hurricane Heist, fue adquirida para distribución doméstica por Entertainment Studios con un lanzamiento planeado para inicios de 2018.

## Recepción
The Hurricane Heist recibió reseñas mixtas a negativas de parte de la crítica y de la audiencia. En la página web Rotten Tomatoes, la película obtuvo una aprobación de 45%, basada en 48 reseñas, con una calificación de 4.4/10, mientras que de parte de la audiencia tuvo una aprobación de 28%, basada en 528 votos, con una calificación de 2.4/5.
Metacritic le dio a la película una puntuación 35 de 100, basada en 12 reseñas, indicando "reseñas generalmente desfavorables". Las audiencias encuestadas por CinemaScore le han dado a la película una "B-" en una escala de A+ a F, mientras que en el sitio web IMDb los usuarios le han dado una calificación de 4.9/10, sobre la base de 6093 votos. En la página FilmAffinity tiene una calificación de 4.4/10, basada en 212 votos.